# Theo Van Rooy
Pour les articles homonymes, voir Van Rooy.
Theo Van Rooy, né le 2 octobre 1934, est un joueur de football international belge actif principalement durant les années 1950. Il effectue la majeure partie de sa carrière à l'Union Saint-Gilloise, où il occupe le poste de défenseur.

## Carrière en club
Theo Van Rooy fait ses débuts avec l'équipe première de l'Union Saint-Gilloise en 1953, à l'âge de 19 ans. Il joue régulièrement en championnat et dispute un match avec l'équipe nationale juniors en 1955. Devenu un titulaire indiscutable dans la défense saint-gilloise au fil des saisons, il est convoqué à quatre reprises chez les « Diables Rouges » durant l'année 1957.
En 1960, après sept saisons à l'Union, il décide de quitter le club et rejoint les rangs de l'Eendracht Alost, un club tout juste promu en Division 1 auquel il apporte son expérience pour lui permettre d'assurer aisément son maintien parmi l'élite. Il y passe une saison puis part au Waterschei THOR. Les résultats en championnat sont décevants et le club termine avant-dernier en fin de saison, une place synonyme de relégation en deuxième division. Après cet échec, Theo Van Rooy met un terme à sa carrière de joueur.

### Statistiques
| Saison                | Club                  | Championnat           | Championnat | Championnat | Coupe(s) nationale(s) | Coupe(s) nationale(s) | Total | Total |
| Saison                | Club                  | Division              | M.          | B.          | M.                    | B.                    | M.    | B.    |
| 1953-1954             | Union Saint-Gilloise  | Division 1            | -           | -           | -                     | -                     | 0     | 0     |
| 1954-1955             | Union Saint-Gilloise  | Division 1            | -           | -           | -                     | -                     | 0     | 0     |
| 1955-1956             | Union Saint-Gilloise  | Division 1            | -           | -           | -                     | -                     | 0     | 0     |
| 1956-1957             | Union Saint-Gilloise  | Division 1            | -           | -           | 0                     | 0                     | 0     | 0     |
| 1957-1958             | Union Saint-Gilloise  | Division 1            | -           | -           | 0                     | 0                     | 0     | 0     |
| 1958-1959             | Union Saint-Gilloise  | Division 1            | -           | -           | 0                     | 0                     | 0     | 0     |
| 1959-1960             | Union Saint-Gilloise  | Division 1            | -           | -           | 0                     | 0                     | 0     | 0     |
| Sous-total            | Sous-total            | Sous-total            | -           | -           | -                     | -                     | 0     | 0     |
| 1960-1961             | SC Eendracht Alost    | Division 1            | -           | -           | 0                     | 0                     | 0     | 0     |
| Sous-total            | Sous-total            | Sous-total            | -           | -           | -                     | -                     | 0     | 0     |
| 1961-1962             | Waterschei THOR       | Division 1            | -           | -           | 0                     | 0                     | 0     | 0     |
| Sous-total            | Sous-total            | Sous-total            | -           | -           | -                     | -                     | 0     | 0     |
| Total sur la carrière | Total sur la carrière | Total sur la carrière | 1           | -           | -                     | -                     | 1     | 0     |

## Carrière en équipe nationale
Theo Van Rooy compte quatre convocations en équipe nationale belge, pour autant de matches joués. Appelé pour la première fois le 31 mars 1957 à l'occasion d'un match amical contre l'Espagne, il joue sa quatrième et dernière rencontre le 5 juin de la même année contre l'Islande.

### Liste des sélections internationales
Le tableau ci-dessous reprend toutes les sélections de Theo Van Rooy. Le score de la Belgique est toujours indiqué en gras.
| Date       | Compétition                                  | Adversaire | Lieu      | Score | Remarque |
| ---------- | -------------------------------------------- | ---------- | --------- | ----- | -------- |
| 31/03/1957 | Match amical                                 | Espagne    | Bruxelles | 0-5   |          |
| 28/04/1957 | Match amical                                 | Pays-Bas   | Amsterdam | 1-1   |          |
| 26/05/1957 | Match amical                                 | Roumanie   | Bruxelles | 1-0   |          |
| 05/06/1957 | Éliminatoires Coupe du monde 1958 (Groupe 2) | Islande    | Bruxelles | 8-3   |          |